# Hooligan Rootz
Hooligan Rootz - singel zespołu Vavamuffin promujący drugi studyjny album Inadibusu. Zajmował on wysokie miejsce na liście przebojów Radia Bis oraz Radia Kampus.
Premiera teledysku miała miejsce 4 września.
Oprócz radiowej wersji piosenki, na płycie znajdują się wersje zremiksowane.

## Lista utworów
- Hooligan Rootz (Radio Edit)
- Hooligan Rootz (Kadubra rmx)
- Hooligan Rootz (Juniorbwoy.com rmx)